# 611070 Hsurueron
611070 Hsurueron è un asteroide della fascia principale. Scoperto nel 2006, presenta un'orbita caratterizzata da un semiasse maggiore pari a 2,349292 UA e da un'eccentricità di 0,205749, inclinata di 6,737048° rispetto all'eclittica. 